# 장 (성씨)
장(張, 章, 莊, 蔣, 長)은 한국의 성씨이다.

## 베풀 장 張
장(張)씨는 2015년 대한민국 통계청 인구조사에서 992,721명으로 조사되어, 한국 성씨 인구 순위 9위이다. 
덕수 장씨와 절강 장씨를 제외한 나머지 본관은 대부분 고려 때 창성된 토착 성본이라는 것이 통설이며, 선계 미상의 본이 많다. 고려사에 나오는 역사적으로 가장 오래된 본관은 고려 개국 전후에 등장한 흥덕 장씨이다. 인구는 시조가 각기 다른 인동 장씨가 가장 큰 비중을 차지한다. 인동 장씨 (상장군계)에서 가장 많은 과거 급제자를 배출하였다. 장보고(張寶高)는 처음 이름이 궁복(弓福)이었고, 그가 당나라에 건너간 뒤에 중국식 성인 장(張)으로 성을 삼았던 사실로 볼 때, 장보고가 최초의 장(張)씨 성을 가졌던 인물로 파악된다. 한편, 남송(南宋)의 홍호(洪皓)가 엮은 〈송막기문 松漠紀聞〉에서 발해의 유력한 귀족 성(姓)으로 고(高)·장(張)·양(楊)·두(竇)·오(烏)·이(李) 6성을 언급하였다.
- 흥덕 장씨(興德 張氏) 시조 장유(張儒)는 후백제 상질현(尙質縣 : 現 전라북도 고창군 흥덕면) 출신으로 고려 초 광평시랑(廣評侍郞)을 지냈다. 그는 후삼국 시대 난을 피하여 오월국(吳越國)으로 건너가 중국어를 배웠고, 고려 태조가 삼국을 통일한 뒤에 환국하여 고려 광종 때 예빈성(禮賓省)에 있으면서 중국 사신을 접대하는 일을 맡았다. 장유의 아들 장연우(張延祐)는 고려 현종 때 거란군이 침입해오자 왕을 호종하였고, 중추원사(中樞院事), 호부상서(戶部尙書)를 역임하였으며, 뒤에 상서우복야(尙書右僕射)에 추증되었다.[4] 흥덕 장씨는 조선시대 문과 급제자 14명을 배출하였다. 문과 및 무과, 그 외 과거 급제자 모두 합해 총 38명의 과거 급제자를 배출하였다.[5] 2015년 인구는 흥덕 장씨 37,423명, 흥성 장씨 21,973명으로 총 59,396명이다.

- 안동 장씨(安東 張氏) 시조 장정필(張貞弼)은 고려 태조를 도와 고창군에서 견훤을 토벌하여 병산대첩의 전공을 세워 삼중대광보사벽상공신 태사에 오르고 고창군에 봉해졌다. 안동 장씨는 조선시대 문과 급제자 4명을 배출하였다. 문과 및 무과, 그 외 과거 급제자 모두 합해 총 71명의 과거 급제자를 배출하였다.[6] 2015년 인구는 39,939명이다.

- 인동 장씨(仁同 張氏)는 고려 때 만든 성본으로 장금용(張金用)을 시조로 하는 인동 장씨 (상장군계)와 장계(張桂)계를 시조로 하는 인동 장씨 (직제학계)가 있다. 2015년 인구는 666,652명이다. 그 중 인동 장씨 (상장군계)가 대다수를 차지하는 것으로 알려져 있다.
  - 인동 장씨 (상장군계)의 시조 장금용(張金用)은 고려 초 삼중대광(三重大匡) 신호위상장군(神虎衛上將軍)을 역임했다. 조선시대 문과 급제자 50명을 배출하였다. 문과 및 무과, 그 외 과거 급제자 모두 합해 총 415명의 과거 급제자와 음서제 출신 음관 104명을 배출하였다.[7] 옥산화벌(玉山華閥)로 알려져 있다.[8]
  - 인동 장씨 (직제학계)의 시조 장계(張桂)는 고려 충렬왕 때 진현전직제학(進賢殿直提學)을 거쳐 예문관대제학(藝文館大提學)에 이르렀다. 조선시대 문과 급제자 7명을 배출하였다. 문과 및 무과, 그 외 과거 급제자 모두 합해 총 31명의 과거 급제자를 배출하였다.[9]

- 창녕 장씨(昌寧 張氏) 시조 장일(張鎰)은 고려  원종 때 재신(宰臣)이며, 외교가인 장간공(章簡公)이 하성군(夏城君)에 봉군되었다고 한다. 인구는 6,052명(2015년 통계청)이며, 경남 창녕에 가장 많이 거주하고 있다. 창녕장씨(昌寧張氏) 본관(本貫)에 대해서는 창녕의 옛 이름이 하성(夏城)에서 하산(夏山)으로, 다시 창녕(昌寧)으로 변천되었고, 시조 장간공이 하성군(夏城君)으로 봉군된 연유에 따라 지금까지 창녕장씨와 하산장씨(夏山張氏)가 함께 사용되고 있다. 창녕장씨대종회

- 목천 장씨(木川 張氏) 시조 장빈(張彬)은 고려 때 목천군(木川君)에 봉해졌다고 한다. 동국여지승람(東國輿地勝覽)에 의하면 고려 태조 왕건(王建)이 후삼국을 통일하던 당시, 백제 유민들이 순응하지 않고 백제 재건운동을 벌이자 왕건이 이 지방민에게 우(牛; 소), 상(象; 코끼리), 돈(豚; 돼지), 장(獐; 노루) 등의 성을 주었는데 후손들이 뒷날 우(于), 상(尙), 돈(頓), 장(張)으로 성씨를 바꾸었다고 한다. 고려시대 인물로 장윤문(張允文), 조선시대 무신으로 장윤(張潤)이 있다. 2015년 인구는 15,740명이다.

- 결성 장씨(結城 張氏) 시조 장갑(張甲)은 고려 때 호장으로 그의 증손 장하(張夏)가 고려 말기 한성판윤을 지내고 결성군에 봉해졌다. 조선시대 문과 급제자 5명을 배출하였다. 문과 및 무과, 그 외 과거 급제자 모두 합해 총 74명의 과거 급제자를 배출하였다. 2015년 인구는 24,921명이다.

- 단양 장씨(丹陽 張氏) 시조 장순익(張順翼)은 고려 때 금자광록대부(金紫光祿大夫), 문하시중(門下侍中)을 지냈다. 조선시대 문과 급제자 3명을 배출하였다. 문과 및 무과, 그 외 과거 급제자 모두 합해 총 68명의 과거 급제자를 배출하였다. 2015년 인구는 44,334명이다.

- 구례 장씨(求禮 張氏) 시조 장악(張岳)은 고려 인종(仁宗) 때 문하시중(門下侍中)으로 봉성군(鳳城君)에 봉해졌다고 한다. 2015년 인구는 구례 장씨 15,571명, 봉성 장씨 1,670명이다.

- 덕수 장씨(德水 張氏) 시조 장순룡(張舜龍)은 본래 위구르계 사람으로 고려 충렬왕 때 고려에 귀화하여 첨의참리(僉議參理), 문하찬성사(門下贊成事) 등을 지내고 덕성부원군(德城府院君)에 봉해졌다. 덕수 장씨는 조선시대 문과 급제자 13명을 배출하였다. 2015년 인구는 24,185명이다.

- 태원 장씨(太元 張氏) 시조 장문한(張文翰)은 조선 명종 21년(1566년) 문과(文科)에 급제하여 거창현감(居昌縣監)을 지냈다.

- 순천 장씨(順川 張氏) 시조 장천로(張天老)는 『장씨상계세보(張氏上系世譜)』의 기록(記錄)에 의하면 장씨(張氏)의 도시조(都始祖) 정필(貞弼)의 10세손인 연우(延佑)의 둘째 아들이라 함. 천로는 고려(高麗)에서 문과(文科)에 급제(及第)하여 금자광록대부(金紫光祿大夫)로 증서시랑(中書侍郞)을 지냈고 순천군(順天君)에 봉(封)해졌다. 이후 후손(後孫)들이 그를 시조(始祖)로 하고 관향(貫鄕)을 순천(順天)으로 하여 세계(世系)를 이어왔다.

- 절강 장씨(浙江 張氏) 시조 장해빈(張海濱)은 조선 선조 30년(1597년) 정유재란(丁酉再亂) 때 명나라 유격장군 오유충(吳惟忠)의 휘하 병사로 조선에 왔다가 울산의 증성(甑城) 싸움에서 유탄을 맞아 귀국하지 못하고 군위에 정착하여 살았다고 전한다. 2015년 인구는 3,987명이다.

## 줄 장 蔣
장(蔣)씨는 2015년 대한민국 통계청 인구조사에서 21,508명으로 조사되었다. 
아산 장씨(牙山 蔣氏)의 시조 장서(蔣壻)는 송나라의 신경위대장군으로, 금나라의 침입을 당하게 되자 고려 예종 때 고려에 망명하여 아산을 본관으로 하였다고 한다.
인물로는 조선 세종 때 과학자인 장영실(蔣英實), 소설가 장정일(蔣正一)이 있다.

## 글 장 章
장(章)씨는 2015년 대한민국 통계청 인구조사에서 5,764명으로 조사되었다. 
거창 장씨(居昌 章氏)의 시조 장종행(章宗行)은 고려 충렬왕 때 봉익대부(奉翊大夫)로 판도판서(版圖判書)를 거쳐 예문관 대제학(藝文館大提學) 겸 춘추관사(春秋館事)를 지냈다고 한다. 그의 아들 두민(斗民)이 상장군(上將軍)이 되어 홍건적을 물리치는데 공을 세워 아림군(娥林君)에 봉해졌다고 한다.

## 씩씩할 장 莊
장(莊)씨는 2015년 대한민국 통계청 인구조사에서 237명으로 조사되었다.
- 금천 장씨(衿川 莊氏)의 시조 장보(莊甫)는 고려 명종 때 무신으로 병부원외랑을 지내다가 거제현감으로 좌천되어 후에 귀양가서 졸하였다고 한다. 1세조 장숙(莊俶)은 조선 세종 때 문과에 급제하여 황해도 토산현감(兎山縣監)을 지냈다. 2015년 인구는 217명이다.
- 전주 장씨(全州 莊氏)는 장석황(莊錫滉)이 1882년(고종 19년) 문과에 급제하였는데, 『국조방목(國朝榜目)』에 거주지가 평양(平壤)으로 되어 있다. 2015년 인구는 20명이다.

## 같이 보기
- 한국의 성씨와 이름
- 한국의 성씨 목록